# Gefangene der Liebe
Gefangene der Liebe ist ein deutscher Spielfilm in Schwarzweiß von Rudolf Jugert. Das Drehbuch verfasste Walter Forster. Laut Filmprogramm wurde die Handlung nach einer wahren Begebenheit mit geänderten Namen frei nachgestaltet. Die Hauptrollen sind mit Curd Jürgens, Annemarie Düringer und Bernhard Wicki besetzt. In die bundesdeutschen Kinos kam der Streifen erstmals am 29. Juli 1954.

## Handlung
Nur wenige Wochen vor dem Ende des Zweiten Weltkrieges sind Willi und Maria Kluge die Ehe miteinander eingegangen. Ihr gemeinsames Glück währte jedoch nur wenige Stunden, bis sie voneinander getrennt wurden. Inzwischen sind acht Jahre vergangen, seit sie sich zum letzten Mal sahen. Jetzt endlich darf Maria aus der sowjetischen Gefangenschaft heimkehren. Sie kommt jedoch nicht allein; bei ihr befindet sich ein Kleinkind, das sie durch unglückliche Verstrickungen in den entbehrungsreichen Jahren der Gefangenschaft zur Welt gebracht hat. Zunächst ist Maria fest entschlossen, mit ihrem Kind dem Ehemann gegenüberzutreten und ihm gleich die Wahrheit zu sagen; aber dann entscheidet sie sich doch dazu, Willi in kleinen Schritten die Nachricht beizubringen. Um das Baby kümmert sich einstweilen Marias Begleiterin, eine patente Ärztin.
Willi hat nach Kriegsende schnell wieder in das zivile Leben zurückgefunden und eine Autowerkstatt aufgebaut. Seit er das erste Lebenszeichen von seiner Frau erhalten hatte, hat er immer treu auf sie gewartet. Nun aber trifft ihn Marias Bekenntnis wie ein Schlag. Seine Liebe zu Maria ist jedoch stärker als der Gedanke an ihren Ehebruch. Deshalb nimmt er auch Marias Baby in seinen Haushalt auf.
Eines Tages steht Franz Martens, der Vater des Kindes, ohne dass er von dessen Existenz etwas weiß, vor der Tür. Er hat Marias Aufenthalt herausbekommen und will sie ganz arglos begrüßen. Jetzt aber wird Willi misstrauisch und reicht die Scheidung ein. Maria aber lässt sich dadurch nicht entmutigen und kämpft weiterhin um Willis Liebe. Schließlich siegt die Vernunft; Willi und Maria finden wieder zueinander.

## Produktionsnotizen
Die Dreharbeiten entstanden in den Ateliers der Bavaria Film im Grünwalder Stadtteil Geiselgasteig sowie in München. Die Bauten wurden von den Szenenbildnern Erich Kettelhut und Johannes Ott geschaffen. Für die Kostüme war Charlotte Flemming zuständig. Wilhelm Sperber übernahm die Produktionsleitung. Die Uraufführung erfolgte am 29. Juli 1954 in Frankfurt am Main.

## Kritik
Das Lexikon des internationalen Films hält nicht viel von dem Streifen: „Trotz bemühter Schauspieler kein seriöses, realistisches Zeitdrama, sondern ein larmoyanter, psychologisch undifferenzierter Unterhaltungsfilm.“
Kino.de urteilt, der Regisseur habe bei seinem nicht immer ganz stimmigen Nachkriegsdrama zwar auf namhafte Schauspieler bauen können, aber glaubwürdig sei die Geschichte dadurch trotzdem nicht geworden. Herausgekommen sie nur ein spekulatives Entertainment.

## Quelle
- Programm zum Film: Illustrierte Film-Bühne, Verlag Filmbühne GmbH, München 2, Nummer 2402